# Jarasanda de Mágada
Jarasanda foi um rei semilendário da dinastia de Briadrata que governou sobre Mágada em sucessão de Briadrata, seu pai. Reinou entre 1 280 e 1 259 a.C., segundo algumas reconstituições. Foi sucedido por seu filho Saadeva.